# Socha svatého Jana Nepomuckého (Horní Bradlo)
Barokní pískovcová socha svatého Jana Nepomuckého od neznámého lidového umělce se nalézá v dřevěném ohrazení na zahradce u budovy obecního úřadu obce Horní Bradlo v okrese Chrudim. Socha je od 2. listopadu 2004 chráněna jako nemovitá kulturní památka ČR.

## Historie
Podle ústního podání stála socha svatého Jana Nepomuckého původně na břehu řeky Chrudimky v místech, kde se pod Filouskem tok řeky prudce stáčí doleva. Protože bývala při povodních zatopena, byla přenesena k silnici, kam voda nedosahovala. V dubnu 1925 byly u sochy vysázeny dvě lípy, které tam rostou dodnes. V roce 2018 byla socha restaurována.

## Popis
Na pískovcovém základě stojí nízký, hranolový, nahoře profilováním okosený podstavec, na kterém stojí užší pilíř s boky zdobenými volutami a nahoře zakončený profilovanou římsou. Čelní strana pilíře je ozdobena rozvilinovou kartuší s vyrytým křížkem.
Na římse stojí profilovaný sokl s odsazenými boky. Čelní strana soklu je zdobena střapcem. Na zadní straně soklu je rytý rámec s naznačenými volutami, uprostřed rytý křížek. 
Na soklu stojí socha svatého Jana Nepomuckého v podživotní velikosti. Světec stojí na pravé noze, je oděn v tradičním kanovnickém rouchu s biretem na hlavě a v náručí drží kříž. 

## Galerie

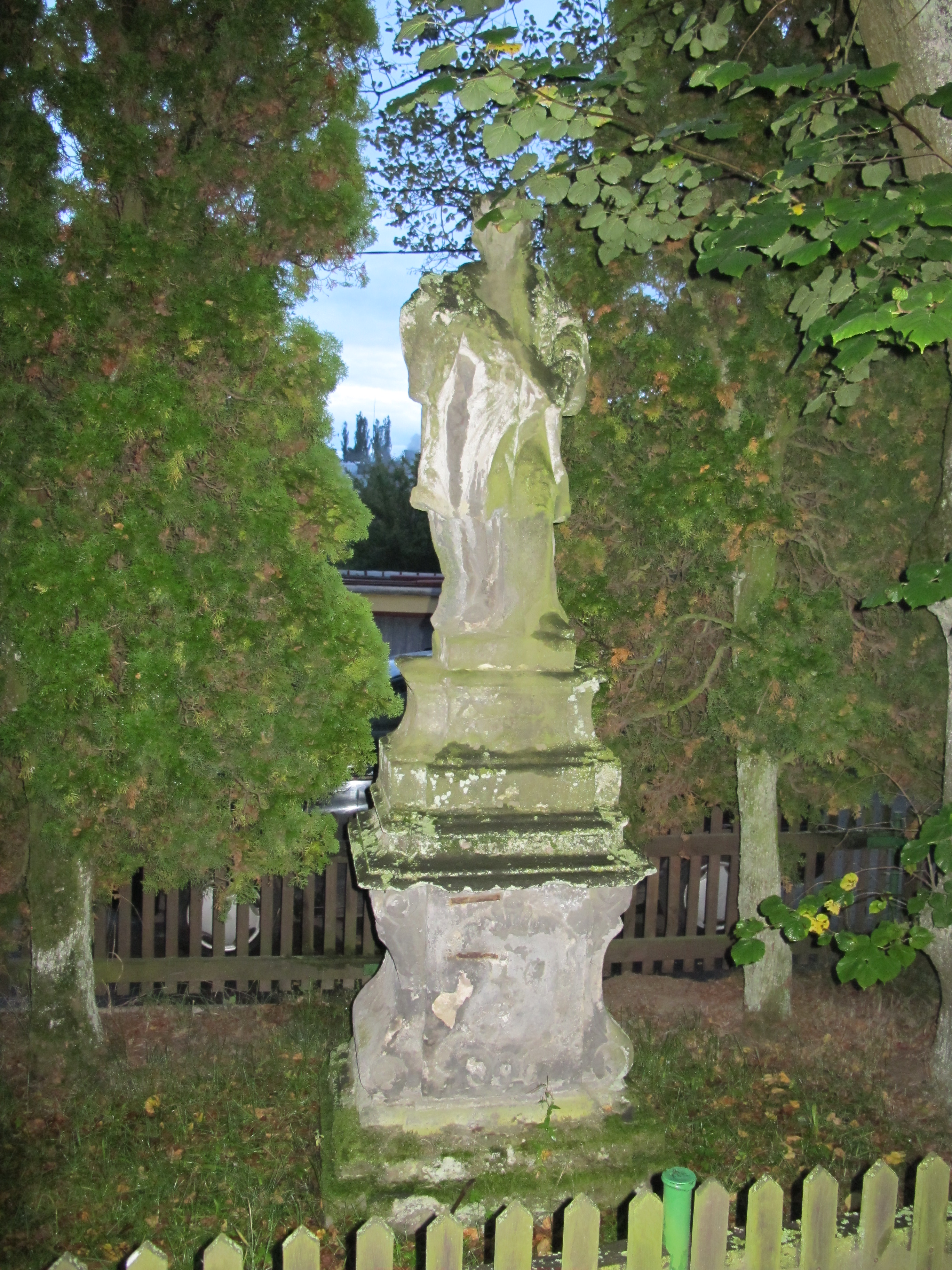
socha svatého Jana Nepomuckého v Horním Bradle